# 孟買市政大樓
孟買市政大樓（英語：Municipal Corporation Building）是一座位於印度馬哈拉施特拉邦孟买南部的一座辦公廳舍，該建築與贾特拉帕蒂·希瓦吉·摩诃罗阇终点站相對，位於達達拜·納羅吉路和馬哈帕利卡馬格的交界處，是一座IIA級的文化遺產建築。它也被稱為布里漢·孟買市政大樓，或簡稱BMC大樓。
這座建築物目前是大孟買市政機關（BMC）的辦公地點 ，它是印度以及亞洲最大的市政組織，涵蓋面積達434平方公里（167.6平方英里）。

## 歷史

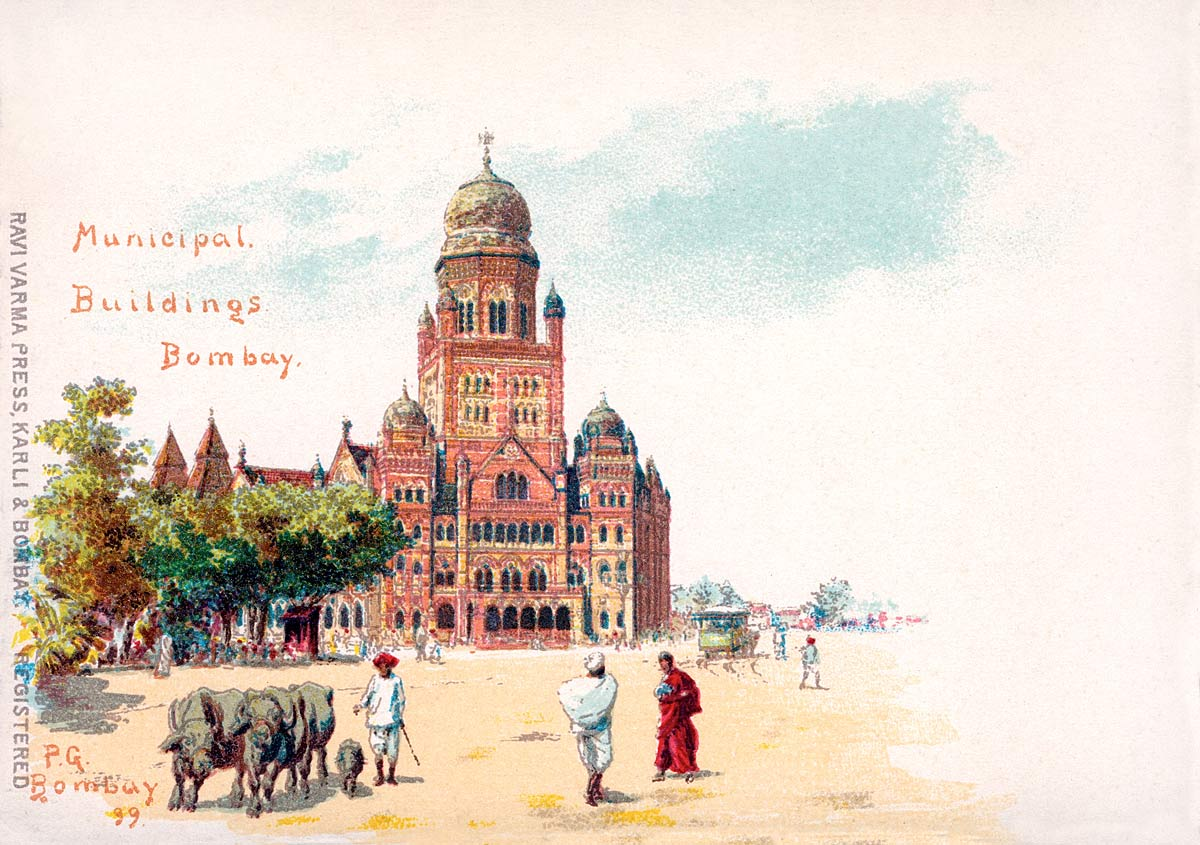
1899年明信片所繪製的孟買市政大樓

大孟買市政機關（MCGM）於1865年成立，首任市政專員為亞瑟·克勞福德。最初市政府的辦公地點位於吉爾加姆路的終點處一座簡樸的建築。1870年，市政府遷至愛斯普拉納德（Esplanade）上的一座建築，位於華生酒店和薩森機械學院之間，即現在陸軍和海濱大道所在地進行辦公。隨著原有的辦公廳舍無法滿足龐大的需求，1884年12月9日，當時的總督喬治·羅賓遜爵士在維多利亞總站（現在的贾特拉帕蒂·希瓦吉·摩诃罗阇终点站）對面奠定孟買市政大樓新址的基石。
市政大樓的設計方案共有兩個選擇：一個是由弗雷德里克·威廉·史蒂文斯設計的哥德復興式建築方案，另一個是由羅伯特·費羅斯·奇索姆n提出的印度撒拉遜復興建築方案。最終則選擇史蒂文斯採用了威尼斯哥特式和印度薩拉森式的結合。整體工事約於1893年完工。

### 遺產地位和修復
孟買市政府的孟買市文物保護委員會根據其制定的指導方針，將孟買的近代建築進行分類。根據規定，孟買市政大樓被孟買市政府分類為IIA級。根據2005年4月24日進行的分類，文物建築名單包括I級、II級、IIA級、III級和轄區共計591座建築物。
根據以上的分類，市政大樓的修復工作由三位文物保護建築師阿瓦·納拉因·蘭巴、沙希·普拉布和席穆爾·賈維里·卡德莉組成的小組進行不可移動文化財產的保護與修復。其中修復計劃包括對於屋頂瓦片到精美的美敦瓷磚、花窗玻璃作品的內外修復、加固多個木樑、更換破損的瓦片、修復雕像、以及清除植物和苔蘚等維護。
接下來的修復階段包括重新組織建築內部的辦公空間，以提高工作人員的營運效率，在一樓設立「市民服務中心」和政黨辦公室，此外也對於對市政廳的內部格局進行改造，包括對於外廊道和開啟木門的修改，並將建築內的座位数從200個增加到300個。這項修復工程估計耗資8億盧比（約1600萬美元，按當前匯率計算）經孟買文物保護委員會和市政管理部門批准後，成為該市最大且最全面的文物保護計畫，並在修復期間不會干擾市政事務和大孟買市政機關管理的日常工作。
作為主要負責城市治理的機構，大孟買市政機關還與非政府組織委員會簽署了諒解備忘錄，以在教育、公共衛生、城市設施建設、藝術與文化以及文物保護等領域與非政府組織密切合作。
2021年，這座建築在一個多世紀以來首次向公眾開放。

## 建築設計

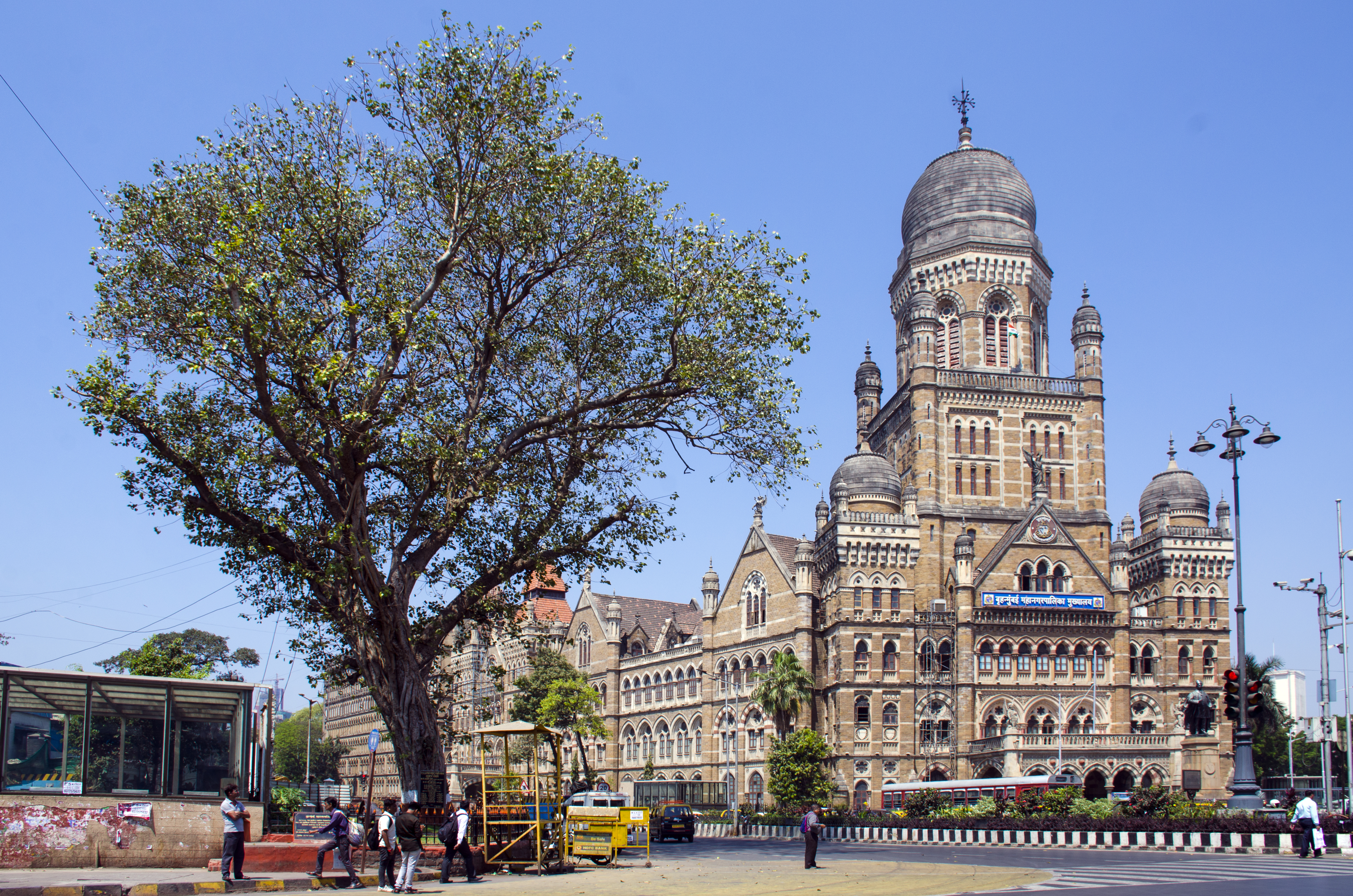
當代的市政大樓
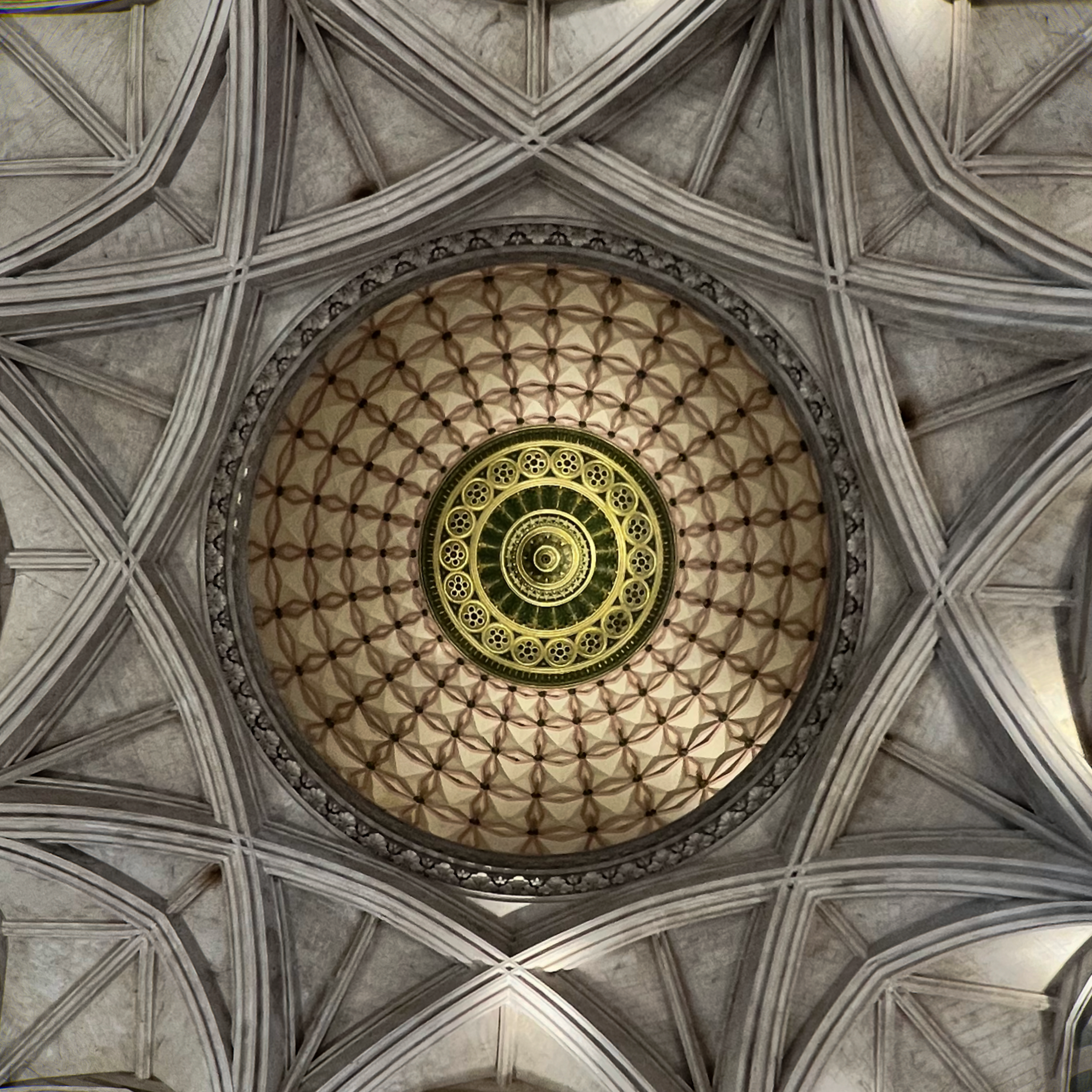
大樓的中央穹頂
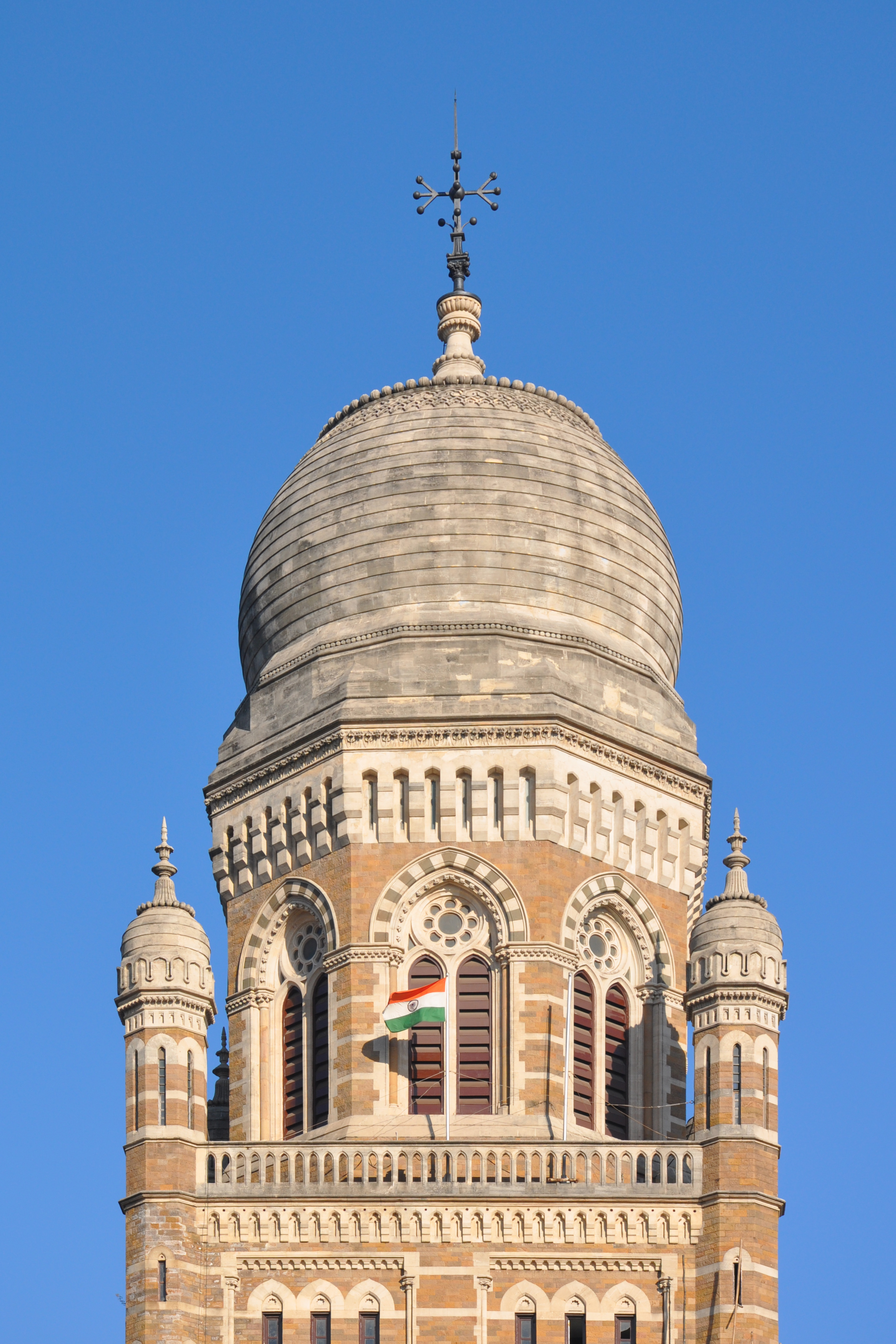
大樓的主塔
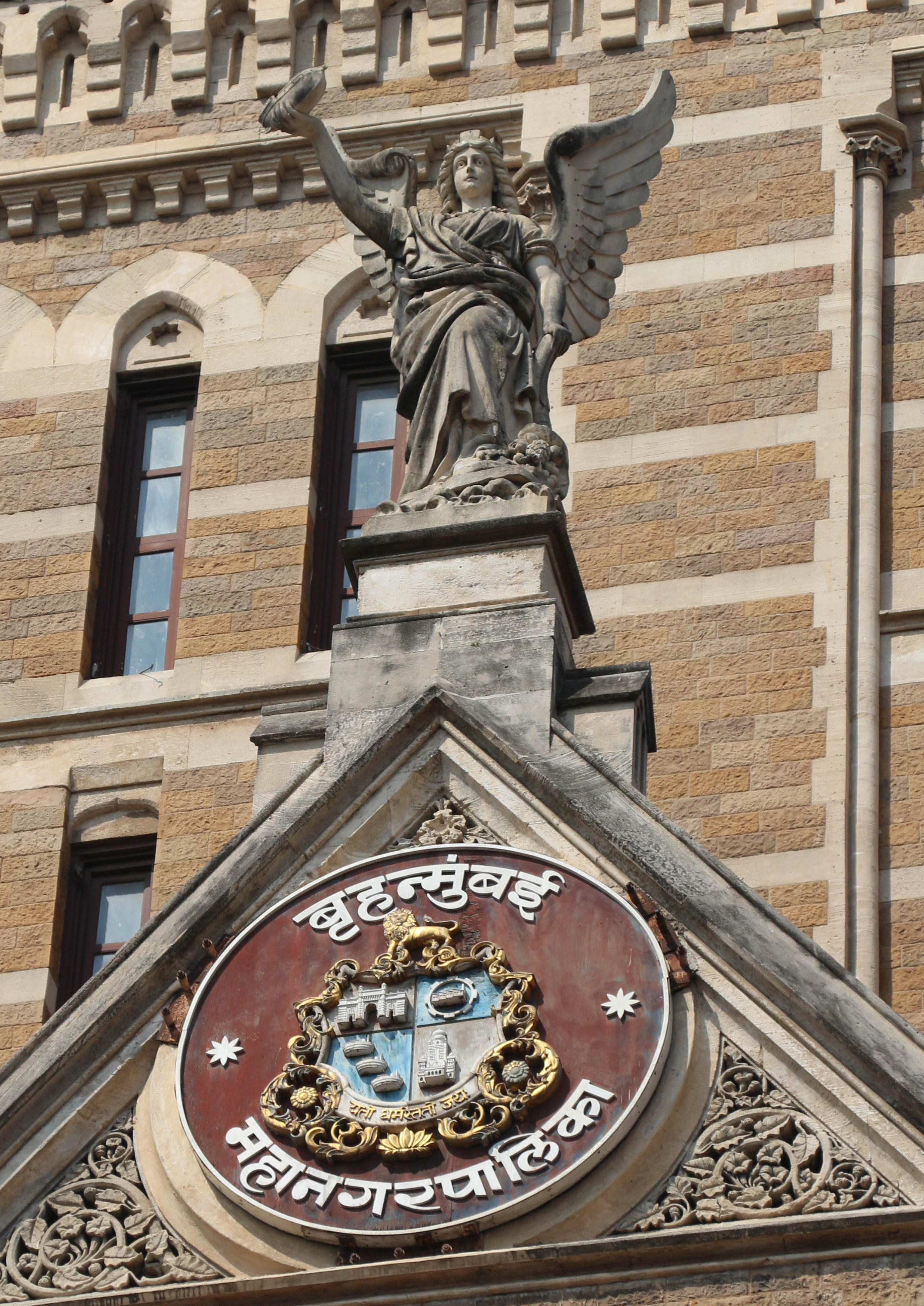
帶翅膀的寓言人物與大孟買市政機關（MCGM）的紋章

孟買市政大樓以其255英尺（77.7公尺）高的塔樓而聞名。其主要建築特色是中央圓頂，高度達到71.5公尺（234.6英尺）。山牆上有一個巨大的有翅膀的寓言人物雕像，代表著「印度的第一個城市（urbs prima in Indis）」，透過豐富的模製和鑲板裝飾的議會大廳上設有一座未經拋光的柚木天花板。
根據文獻記錄還顯示，市政大樓所在的土地過去曾是公共絞刑場（Phansi Talao、Gallows Tank）用於執行公開絞刑。此外，建築物以吸取哥德式建築教堂建築的裝飾拱門、石像鬼，由扶壁支撐的肋骨設計，1500年至1700年文藝復興建築等宏偉和莊重的元素構成了建築獨特的風格；在19世紀末期，舊式的圓頂建築在印度得到了復興並變得流行；哥特式建築具有精心設計的結構，能夠適應城市極端的氣候條件。其中的拱形窗和精心設計的圓頂角樓是其獨特的特點。
在大樓入口處矗立著一尊蘇格蘭裔印度律師費洛沙赫·梅塔的青銅雕像。